# ابن الصغير
ابن الصغير، أو ربما علي ابن عبد الوهاب، هو مؤرخ مسلم من القرن العاشر الميلادي، عاش في مدينة تيهرت، التي كانت مركز حكم الرستميون
يُعرف بتأليفه كتابًا يستعرض فيه حكم الأئمة الرستميين وفترة حكمهم، وقد كُتب حوالي عام 903م. لم يصلنا الكتاب كاملا، إذ إن المقدمة والخاتمة غير معروفتين. اكتسب كتابه أهمية كبيرة في تأريخ إمامة الرستميون، كونه مؤرخًا غير منتمي إلى الإباضية.

## مؤلفاته
- أخبار الأئمة الرستميين